# Isopterygium subbrevisetum
Isopterygium subbrevisetum är en bladmossart som beskrevs av Brotherus 1908. Isopterygium subbrevisetum ingår i släktet Isopterygium och familjen Hypnaceae. Inga underarter finns listade i Catalogue of Life.